# Присліп (Високий Діл)
Приступ (пол. Przysłup) — лісистий пік, висотою 1006 м над рівнем моря. Гора розташована в пасмі гір Високий Діл, в Західних Бещадах.
В поєднанні з найвищою в Високому Долі горою Волосян, створює гірський хребет, який тягнеться на південь через гору Присліп (1006 м) і закінчується перевалом Присліп — 749 м, що є межею цього пасма гір.
Високий Діл історично був межею по якій проходив розділ етнографічних територій розселення українських груп лемків та бойків.
До 1946 року на цих територіях українці складали більшість населення, проте під час «Операції Вісла» їх було виселено до Польщі.